# Undertonserien
Undertonserien är inom musikteori den serie av toner som fås om man multiplicerar grundtonens frekvens med 1/n. Denna serie är en spegelbild av den harmoniska deltonserien. Undertonserien är inte fullt accepterad som ett fysikaliskt fenomen, utan ses oftare som ett teoretiskt koncept.

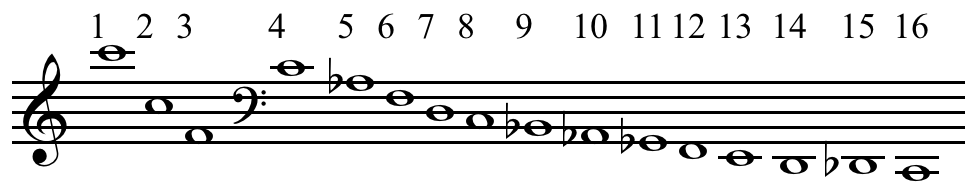
Undertonserien för C